# السهب (لمغاوير)
السهب هو دُوَّار يقع بجماعة خط أزكان، إقليم آسفي، جهة مراكش آسفي في المملكة المغربية. ينتمي الدوّار لمشيخة لمغاوير التي تضم 18 دوار. يقدر عدد سكانه بـ 294 نسمة حسب الإحصاء الرسمي للسكان والسكنى لسنة 2004.

## روابط خارجية
- البوابة الوطنية للجماعات الترابية
- المندوبية السامية للتخطيط